# Johannesburg Stadium
Lo Johannesburg Stadium è uno stadio, situato nel sobborgo di Doornfontein a Johannesburg, nella provincia di Gauteng, in Sudafrica. L'impianto dispone di un tetto apribile e può ospitare all'incirca 37.500 persone. È stato inaugurato nel 1992.
Inizialmente progettato per le gare di atletica leggera, lo stadio è adatto anche per incontri di rugby o di calcio. Viene utilizzato principalmente dalla squadra calcistica degli Orlando Pirates.
Lo stadio ha ospitato nel 1998 l'ottava edizione della Coppa del mondo di atletica leggera. È inoltre stato l'impianto principale per i Giochi panafricani del 1999.
Negli anni è stato utilizzato anche per diversi concerti musicali. Vi hanno suonato artisti come i Bon Jovi durante il loro These Days Tour (1995), Tina Turner per il Wildest Dreams Tour (1996), Michael Jackson nell'HIStory World Tour (1997) e gli U2 nella tappa conclusiva del mastodontico PopMart Tour (1998).